# Ванматерична трудноћа
Ванматерична трудноћа је трудноћа код које се оплођена јајна ћелија развија ван материце. Може да се развије на јајнику, јајоводу или у трбушној дупљи.

## Подјела
Према мјесту гдје је дошло до усађивања оплођене јајне ћелије разликујемо:
- Тубарну трудноћу
- Абдоминалну трудноћу
- Оваријалну трудноћу

На 100 до 200 остварених порода јавља се једна ванматерична трудноћа. Од ове три набројане врсте ванматеричне трудноће најчешћа је тубарна трудноћа. На њу отпада 95% од свим ванматеричних трудноћа, а на оваријалну и абдоминалну трудноћу 5%.
Данас су ванматеричне трудноће све учесталији проблем због слободнијег сексуалног живота жена, честих промјена партнера, и наравно упала које доводе до сужења лумена јајовода. Такође, кориштење интраутериних уложака односно спирала као вида контрацепције такође повећава ризик од ванматеричне трудноће. Различите студије су доказеале да и пушење има директну повезансот са настанком ванматеричне трудноће.

## Тубарна трудноћа
Зависно од локације трудноће у јајоводу исход тубарне трудноће може бити различит. Ампуларне трудноће, које су уједно и чешће обично завршавају тубарним побачајем без руптура, док трудноће у истмичном дијелу јајовода или у интерстицијском дијелу обично доводе до руптура.
Зависно од дијела тубе у којем се јајна ћелија смјестила, трудноћа може напрдовати и 6 до 8, а понекад и 12 седмица.

## Тубарни абортус
Зачетак који је страно тијело за тубу доводи до контракција јајовода који га покушава истиснути. Ово доводи до јаких болова у доњем дијелу трбуха. Крварење које настаје као посљедица дјелимичног одлубљивајна плаценте ствара хематоцелу. Пацијентица осјећа слабост, вртоглавицу постоји сукрвичасти матерични исцједак.

## Оваријалана трудноћа
Оваријална трудноћа настаје због поремећене перисталтике јајовода. Клиничка слика је увелико слична тубарној трудноћи, али са бржим развојем.

## Абдоминалана трудноћа
Према начину настајања може бити примарна и секундарана. Код примарне се оплођење и усађивање јајне ћелије од почетка дешава у трбушној шупљини, а код секундарне се оплодња десила у јајоводу, али је при контраховању јајовода одбачена у трбушну дупљу гјде се накнадно и усадила. У бити, ово је веома ријетка појава. За разлику од тубарне трудноће абдоминална трудноћа може се наставити и дуже због повољнијих услова у трбушној дупљиу односу на јајовод. У литератури су описани случајеви да се трудноћа развијала до самог термина за пород и успјешно је завршавана царским резом.

## Цервикална трудноћа
Иако није ванматерична, ова трудноћа спада у групу ектопрактичких трудноћа. Ова трудноћа је веома опасна због драматичне клиничке слике и чињенице да цервикснема способност заустављања крварења контракцијом. Трудноћа се развија у слузници врата материце која није припремљена за трудноћу. карактеришу је јаки болови, обилно крварење. Ако је трудноћа преко 8 недјеља обично завршава хистеректомијом односно потпуним хируршким одстрањењем материце.